# We Create, We Destroy
We Create, We Destroy es el tercer álbum del músico gallego Xoel López publicado bajo el seudónimo de Deluxe.
Fue publicado por la discográfica Mushroom Pillow en octubre de 2003 y constaba de 7 canciones todas ellas escritas por el propio Xoel.
La crítica lo consideró como un disco de rarezas dentro de la discografía del artista y en el mismo se puede apreciar la influencia de bandas como Flaming Lips, Super Furry Animals o Fatboy Slim.

## Lista de canciones
1. Come with me
2. It could have been my mirror
3. Freak (Control-K remix)
4. I'm gonna lock the door (and throw away the key)
5. La perversidad de los objetos inanimados
6. Make it better
7. Cine de verano